# Košický Klečenov

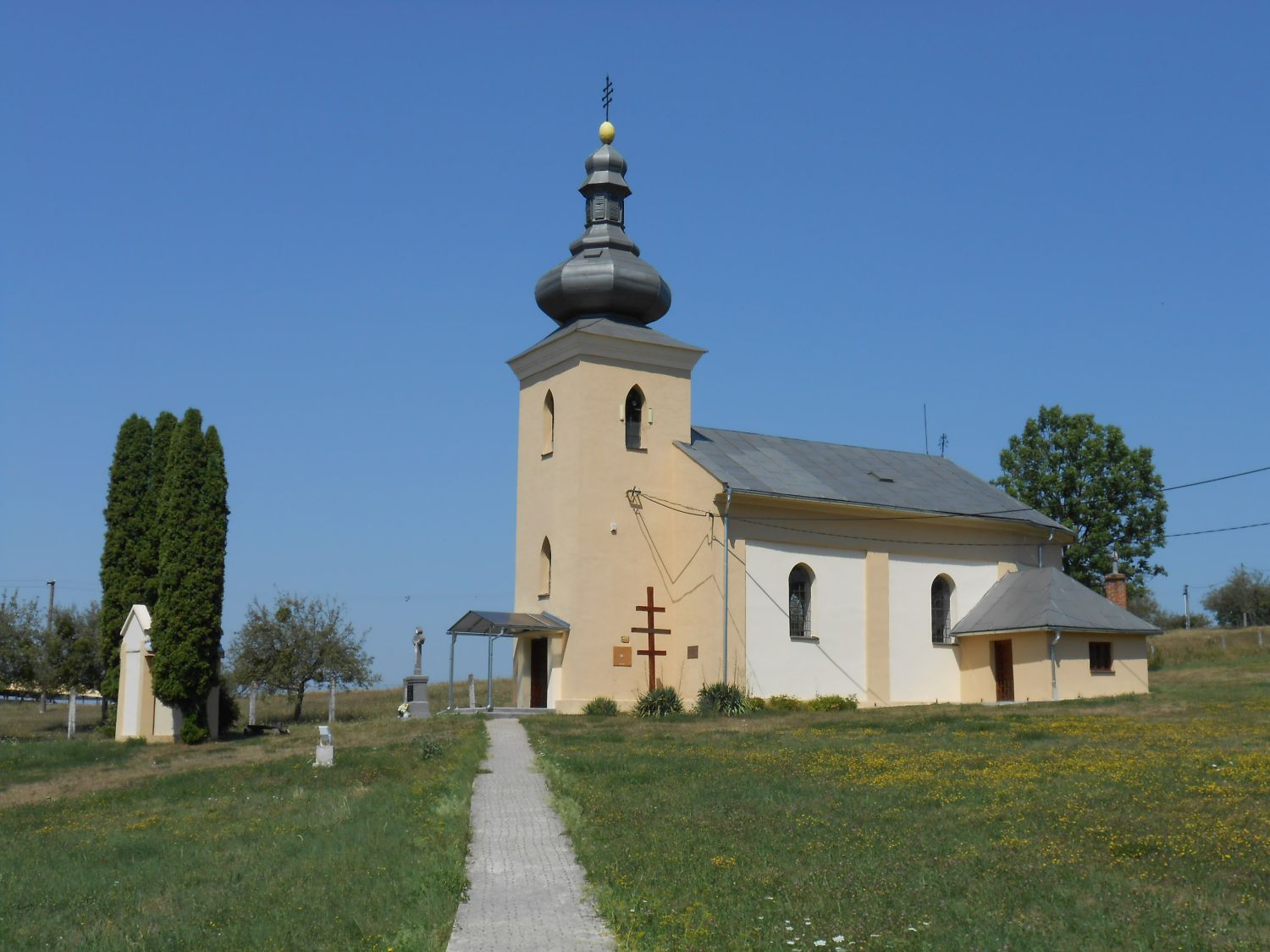

Košický Klečenov (Hongaars: Kelecsenyborda) is een Slowaakse gemeente in de regio Košice, en maakt deel uit van het district Košice-okolie.
Košický Klečenov telt 267 inwoners.